# André Billy

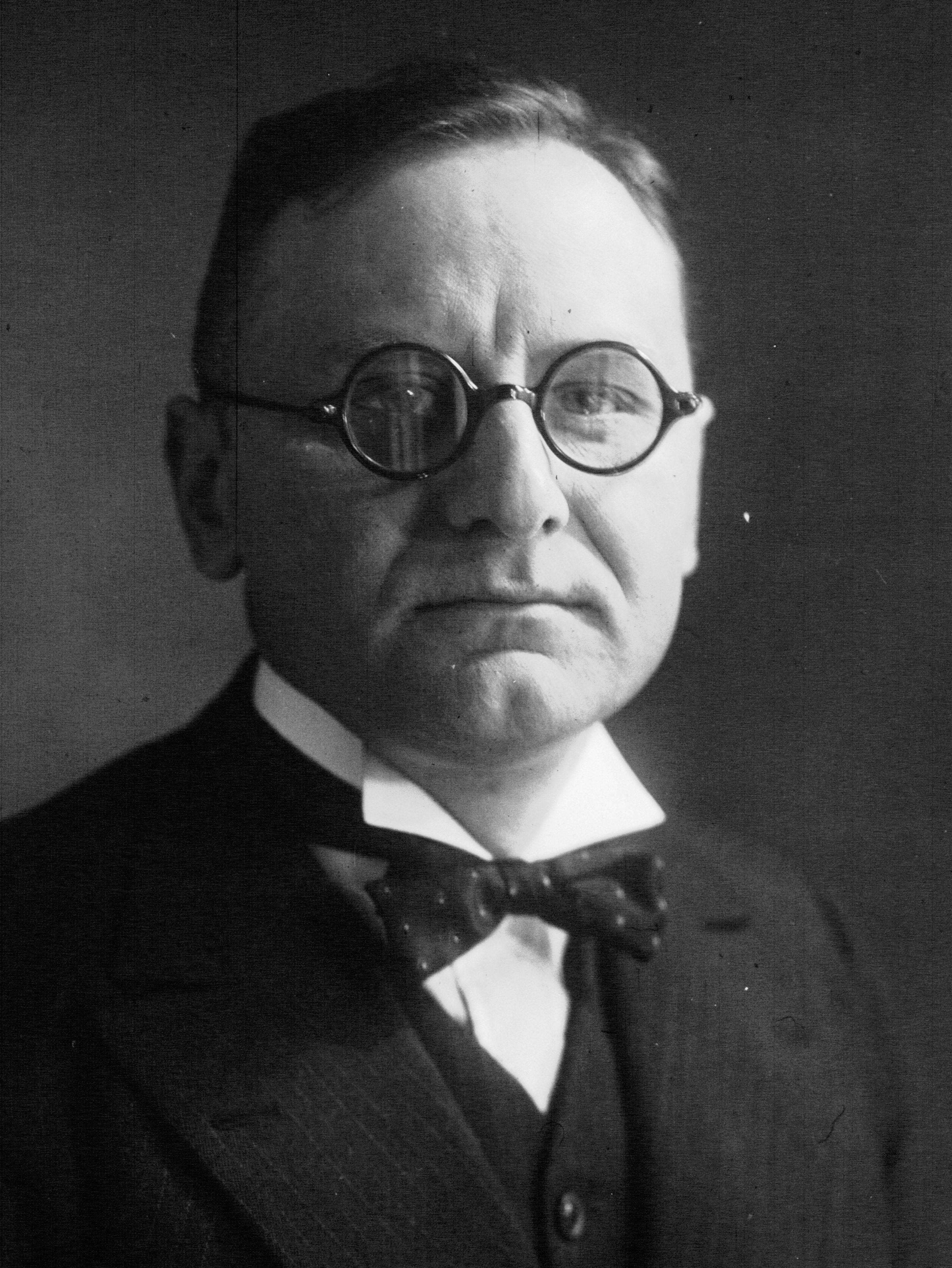
André Billy 1923

André Billy, född 13 december 1882, död 11 april 1971, var en fransk författare och journalist.
Billy genomgick bland annat jesuitskolor och var därefter medarbetare i olika tidningar och tidskrifter i Paris. Han utgav en rad elegant utförda romaner som Bénoni (1907) som handlar om en ynglings uppfostran i ett jesuitkollegium, L'age qui pleure (1925), La trentaine (1925), Route cavalière de la solitude (1928), La femme maquillée (1932), L'amie des hommes (1935), Quel homme es-tu? (1936), L'approbaniste (1937) där miljön åter är en jesuitskola, Nathalie ou les enfants de la terre (1938) och Pauline (1941). Billy utgav även litteraturkritiska essäsamlingar och författarbiografier som La littérature française contemporaine (1927, 3:e upplagan 1929), Les écrivains de combat (1930), Diderot (1931, ny upplaga 1943) och Vie de Balzac (2 band, 1944).